# Sainte-Félicité
Sainte-Félicité es un municipio canadiense situado en la provincia de Quebec.

## Superficie
Sainte-Félicité tiene una superficie de 90,73 km².

## Demografía
En 2021, tenía 1100 habitantes, una densidad poblacional de 12,1 hab./km², y 580 viviendas.